# Glanaman
Glanaman is een plaats in het Welshe graafschap Carmarthenshire.
Glanaman telt 2261 inwoners.

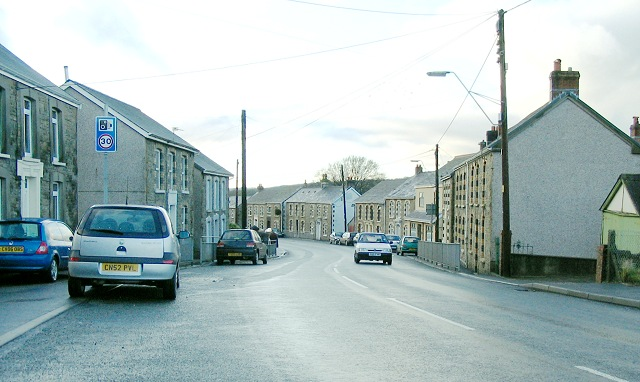
Cwmamman Road
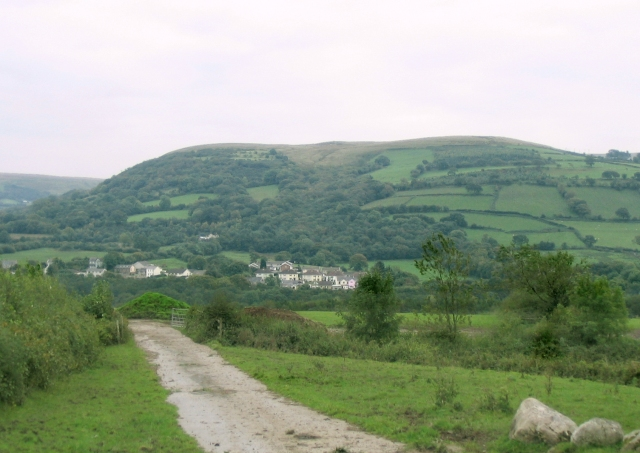
Glanaman
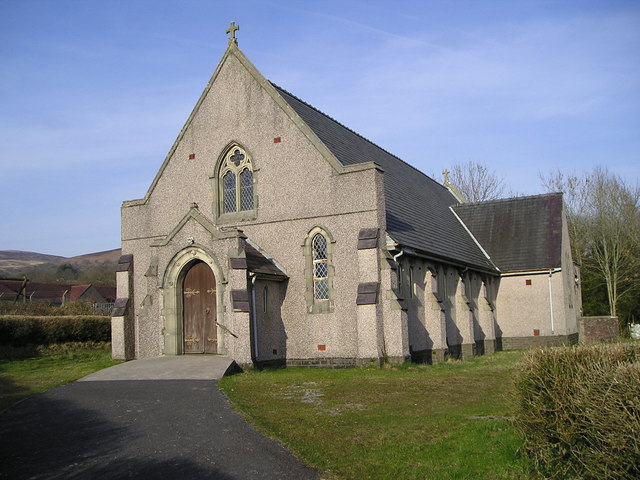
Kerk van St Margaret